# Elisa Caffont
Elisa Caffont (* 17. Februar 1999 in Belluno) ist eine italienische Snowboarderin. Sie startet in den Paralleldisziplinen.

## Werdegang
Caffont, die für den C.S. Esercito startet, nahm im März 2016 in Ratschings erstmals am Europacup teil und belegte dabei den 23. Platz im Parallelslalom. Anfang April 2016 fuhr sie bei den Juniorenweltmeisterschaften in Rogla auf den 16. Platz im Parallel-Riesenslalom und auf den 15. Rang im Parallelslalom. In den folgenden Jahren belegte sie bei den Juniorenweltmeisterschaften 2017 in Klínovec den 12. Platz im Parallelslalom sowie den 11. Rang im Parallel-Riesenslalom und bei den Juniorenweltmeisterschaften 2019 in Rogla den 29. Platz im Parallel-Riesenslalom sowie den 25. Rang im Parallelslalom. Zudem nahm sie in der Saison 2017/18 im Carezza erstmals am Snowboard-Weltcup teil, wobei sie den 45. Platz im Parallel-Riesenslalom errang und wurde mit fünf Top-Zehn-Platzierungen Neunte in der Parallel-Wertung des Europacups. In der Saison 2018/19 kam sie im Europacup sechsmal unter die ersten Zehn, darunter zwei zweite Plätze und fuhr damit auf den fünften Platz in der Parallel-Wertung. In der Saison 2021/22 erreichte sie in Berchtesgaden mit dem dritten Platz im Teamwettbewerb ihre erste Podestplatzierung im Weltcup und mit acht Top-Zehn-Platzierungen, darunter fünf Podestplatzierungen den zweiten Platz in der  Parallel-Wertung des Europacups. In der folgenden Saison kam sie beim Weltcup in Berchtesgaden mit dem zweiten Platz im Teamwettbewerb erneut aufs Podest und belegte bei den Weltmeisterschaften 2023 in Bakuriani den 28. Platz im Parallel-Riesenslalom sowie den 23. Rang im Parallelslalom. Die Saison beendete sie auf dem 20. Platz im Parallel-Weltcup. Nachdem Plätzen 14 und 13 zu Beginn der Saison 2023/24, wurde sie im Parallel-Riesenslalom in Simonhöhe sowie im Teamwettbewerb in Winterberg jeweils Dritte und fuhr mit sechs weiteren Top-Zehn-Ergebnissen auf den 11. Platz im Parallel-Weltcup sowie auf den achten Rang im Parallel-Riesenslalom-Weltcup. In der Saison 2024/25 kam sie im Weltcup 13-mal unter die ersten Zehn, darunter dreimal auf den dritten Platz und wurde damit Zehnte im Parallel-Riesenslalom-Weltcup, Neunte im Parallel-Weltcup sowie Achte im Parallelslalom-Weltcup.

## Erfolge

### Weltmeisterschaften
- 2023 Bakuriani: 23. Platz Parallelslalom, 28. Platz Parallel-Riesenslalom
- 2025 Engadin: 1. Platz Parallel-Team, 18. Platz Parallelslalom

### Weltcup-Gesamtplatzierungen
| Saison  | Parallel | Parallel | Parallel-Riesenslalom | Parallel-Riesenslalom | Parallelslalom | Parallelslalom |
| Saison  | Punkte   | Platz    | Punkte                | Platz                 | Punkte         | Platz          |
| ------- | -------- | -------- | --------------------- | --------------------- | -------------- | -------------- |
| 2017/18 | 94,7     | 47.      | 34,3                  | 55.                   | 60,4           | 42.            |
| 2018/19 | 69,7     | 50.      | 69,7                  | 47.                   | -              | -              |
| 2019/20 | 20       | 55.      | 20                    | 51.                   | -              | -              |
| 2021/22 | 18       | 43.      | -                     | -                     | 18             | 31.            |
| 2022/23 | 170      | 20.      | 106                   | 18.                   | 64             | 19.            |
| 2023/24 | 336      | 11.      | 247                   | 8.                    | 89             | 16.            |
| 2024/25 | 484      | 9.       | 308                   | 10.                   | 176            | 8.             |